# حال و آینده (فیلم)
حال و آینده (به انگلیسی: Now and Then) یا هر از گاهی فیلمی محصول سال ۱۹۹۵ و به کارگردانی لزلی لینکا گلتر است. در این فیلم بازیگرانی همچون کریستینا ریچی، تورا برچ، گبی هافمن، اشلی آستون مور، ملانی گریفیث، دمی مور، روزی اودانل، ریتا ویلسون، والتر اسپارو و برندن فریزر ایفای نقش کرده‌اند.